# Scots Guards

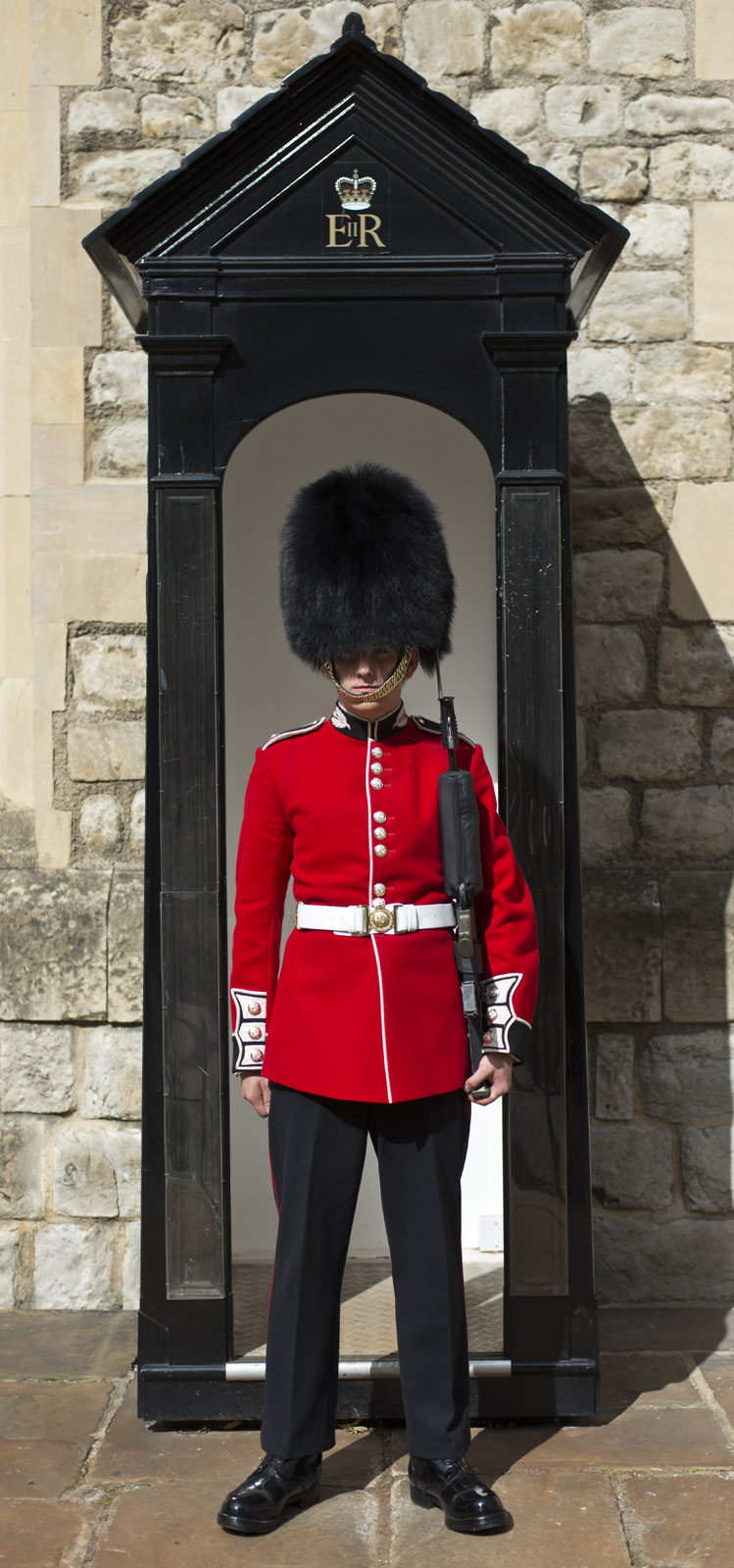
Soldat från Scots Guards på vaktpost vid Towern.

Scots Guards, på svenska Skotska gardet, är ett traditionsrikt infanteriregemente i brittiska armén och en del av gardesdivisionen (Household Division). Dess historia går tillbaka till 1642.
Deras ceremoniella uniform utgörs av scharlakansröd vapenrock, mörkblå byxor och svart björnskinnsmössa. Till skillnad från den övriga fyra infanteriregementen (Grenadier Guards, Coldstream Guards, Irish Guards och Welsh Guards), finns det ej fjäderplym i mössan. Knapparna är i grupper av tre.